# Пауэлл, Дон (музыкант)
Дональд Джордж Пауэлл (англ. Donald George Powell, 10 сентября 1946) — английский барабанщик и основатель британской глэм-роковой и хард-роковой группы Slade.

## Ранние годы
Дон Пауэлл родился 10 сентября 1946 года в Билстоне, Стаффордшир, Англия.
Дон заинтересовался ударными после того, как в отряде бойскаутов, в котором он участвовал, его попросили сыграть на барабане во время воскресного утреннего парада. Окончив Современную среднюю школу в Этеридже, он изучал металлургию в Техническом колледже Веднесбери и несколько лет работал в небольшой литейной, прежде чем решил стать профессиональным барабанщиком.
В юности Пауэлл увлекался боксом. По всей видимости, ему трижды ломали нос в любительских поединках. Характер у него был общительный и приятный, говорят также, что Дон отличался остроумием. В раннем периоде «Slade» именно его посылали в публику собирать деньги в шляпу после выступлений.
Пауэлл стал участником группы «The Vendors», к которой позже присоединился гитарист Дейв Хилл. «Vendors» сменили название на «N’Betweens», и к ним присоединился Джим Ли, игравший на гитаре, бас-гитаре, клавишных и скрипке. Потом Пауэлл заметил Нодди Холдера, игравшего с группой «Steve Brett & The Mavericks», и они с Хиллом позвали Холдера в «N’Betweens». Всех четверых всегда веселило то, что впервые они репетировали вместе 1 апреля. Они сменили название на «Ambrose Slade», а затем на «Slade», и добились международного успеха.

## Стиль игры
Поклонники «Slade» считают Пауэлла одним из лучших барабанщиков рока. Другие замечают, что он, подобно Ринго Старру, был незаметным, но прекрасно подбирал свои партии и часто выдавал изобретательные звуки в своём собственном стиле. Большинство поклонников считают, что лучше всего он играл в раннем и среднем периоде «Slade».

## Сочинение песен
Пауэлл является соавтором многих ранних песен «Slade». Многие из них можно услышать на альбоме «Play it Loud». Вместе с Холдером и Ли он сочинил хит «Look Wot You Dun», на записи которого изображал тяжёлое дыхание.

## Авария
4 июля 1973 года, на пике популярности «Slade» в Европе и Великобритании (тогда песня «Skweeze Me Pleeze Me» занимала первое место в британских чартах), Пауэлл был тяжело ранен в автомобильной аварии в Вулвергемптоне. Его 20-летняя подруга Анджела Моррис погибла, а Дон сломал обе лодыжки и пять рёбер, повредил череп и шесть дней находился без сознания. Он смог быстро восстановиться и в середине августа уже появился в студии, чтобы записать «My Friend Stan», хотя ещё долго ходил с палкой и не мог самостоятельно сесть за ударную установку. Авария оставила Пауэлла без вкуса и обоняния, и у него до сих пор тяжёлые проблемы с кратковременной памятью, хотя долговременная память осталась неповреждённой.

## После «Slade»
После распада «Slade» в 1991 году Дон Пауэлл был владельцем и управляющим компании, занимающейся импортом и экспортом старинных предметов, пока в 1993 году не воссоединился с Дейвом Хиллом в группе «Slade II». Он по-прежнему много выступает на сцене и выпустил два альбома, «Keep on Rockin'» и «Cum On Let’s Party!». В 2000 году Пауэлл сыграл небольшое камео в версии фильма «Лорна Дун» от BBC. В 2017 году Пауэлл совместно со звездами глэм-рока 1970-х Сьюзи Кватро и Энди Скоттом (ex-Sweet) выпустили альбом QSP.
Пауэлл был дважды женат и долгое время жил в городе Бексхилл-он-Си, Восточный Суссекс, Англия. В 2004 году он переехал в Силькеборг, Дания, где сейчас живёт со своей датской женой Ханной.
Жизнь Пауэлла описана в трёх книгах: «Slade» Джорджа Тремлета, «Feel the Noize» («Почувствуйте шум») Криса Чарльсворта и «Who’s Crazee Now?» («Ну и кто тут спятил?») Нодди Холдера. Сейчас Пауэлл вместе с Лизой Линг Фалкенберг работает над собственной биографией. Материала у него достаточно — из-за частичной потери памяти в 1973-м Дон был вынужден пользоваться записными книжками. Он вспоминает, что часто не приходил на свидания с девушками из-за того, что в назначенный день забывал о них.
Недавно его уволили из группы Slade, причём ему написали об этом по e-mail. Он был в группе 57 лет. У Пауэлла теперь есть группа Don Powell's Slade.